# Adrian Erlandsson
Adrian Erlandsson (ur. 27 października 1970 w Malmö), znany również jako El Podrido – szwedzki perkusista. Na perkusji gra od 1981 roku. Erlandsson współpracował z takimi grupami muzycznymi jak: Terror, At the Gates, Deathstars, Nemhain, The Haunted, Cradle of Filth, Needleye, Brujeria, Tenet, Skitsystem, Vallenfyre, Netherbird, Samsas Traum czy Code. 
W latach 2009–2016 występował w brytyjskiej formacji Paradise Lost.
Starszy brat Daniela Erlandssona, perkusisty grupy Arch Enemy.

## Instrumentarium
| Talerze perkusyjne firmy Sabian - AA Metal-X Hats 14" - AA Metal-X Chinese 18" - AA Metal-X Crash 19" - AA Metal-X Splash 10" - AAXplosion Crash 19" - 21" SABIAN Prototype Ride - AAX Stage Hats 14" - AA Metal-X Chinese 20" - AA Metal-X Crash 20" - HH China Kang Chinese 10" |  | Naciągi i akcesoria Evans - AF Patch - Kevlar Single Pedal - EMAD Onyx Batter Drumhead - EC Reverse Dot Snare Drumhead - Glass 500 Drumhead - Blasters Series - EC2 Clear Drumhead - Resonant Black Drumhead - Magnetic Head Key - Compact Flip Key - Torque Drum Key |  | Bębny Pearl Masterworks - 22" x 18" Bass Drum (RF2418B/C) - 10" x 8" Tom (RF1008T/C) - 12" x 9" Tom (RF1209T/C) - 16" x 16" Floor Tom (RF1614F/C) - 18" x 16" Floor Tom (RF1816F/C) - 14" x 6.5" Snare Drum (RF1465S/C) Pałki perkusyjne - X5B Vic Firth Hardware - Monolit Czarcie Kopyto |

## Wybrana dyskografia
| At the Gates - The Red in the Sky Is Ours (1992, Peaceville Records) - With Fear I Kiss the Burning Darkness (1993, Peaceville Records) - Terminal Spirit Disease (1994, Peaceville Records) - Slaughter of the Soul (1995, Earache Records) - At War with Reality (2014, Century Media Records) - To Drink from the Night Itself (2018, Century Media Records) Cradle of Filth - Midian (2000, Music for Nations) - Bitter Suites to Succubi (2002, Abracadaver) - Damnation and a Day (2003, Sony Music) - Nymphetamine (2004, Roadrunner Records) - Thornography (2006, Roadrunner Records) Code - Resplendent Grotesque (2009, Tabu Recordings) Martyr Lucifer - Farewell to Graveland (2011, Buil2Kill Records) |  | The Haunted - The Haunted (1998, Earache Records) - Warning Shots (2009, Earache Records) - Exit Wounds (2014, Century Media Records) - Strength in Numbers (2017, Century Media Records) Netherbird - The Ghost Collector (2008, Pulverised Records) - Monument Black Colossal (2010, Scarecrow) Decameron - My Shadow... (1996, No Fashion Records) Deathstars - Night Electric Night (2009, Nuclear Blast) Paradise Lost - Tragic Idol (2012, Century Media Records) - The Plague Within (2015, Century Media Records) Vallenfyre - Splinters (2014, Century Media Records) |